# 藤井祥子
藤井 祥子（ふじい しょうこ、1986年11月12日 - ）は、日本のモデル、女優。東京都出身。武蔵野美術大学造形学部デザイン情報学科卒業。ABP inc.所属。

## 略歴・人物
武蔵野美術大学造形学部デザイン情報学科にてグラフィックデザインや映像を学び、デザイン関係の道を目指していたが、CM制作の課題で友人が制作する作品に出演したり知人が制作する映画に出演したりする中で、次第に出演する側に関心を持つようになる。もともと『日立 世界・ふしぎ発見!』（TBS）のリポーターに憧れを抱いていたこともあり、大学4年時に方向転換し、モデルと女優の仕事を開始する。
2012年7月、新人部フラッシュアップからヒラタオフィスに移籍。その後ヒラタオフィスからABP inc.へ移籍。
特技は歌、イラスト。趣味は旅行、アート鑑賞。

## 出演

### テレビドラマ
- 陽はまた昇る 第4話（2011年8月11日、テレビ朝日） - 橋本ユキエ 役[7][8]
- シンドラ 集合住宅の恐怖 「ペット可」（2014年3月7日、フジテレビ） - 犬飼 役
- ブラック・プレジデント 第1話 - 第3話（2014年4月8日 - 22日、関西テレビ） - 野島厚子 役[9]
- 警視庁捜査一課9係 season9 第4話（2014年7月30日、テレビ朝日） - 山口理沙 役[10]
- ST 赤と白の捜査ファイル 第3話（2014年7月30日、日本テレビ）[11]
- HERO 最終話（2014年9月22日、フジテレビ） - 垣内愛美 役[12]
- こえ恋 第9話（2016年9月10日、テレビ東京） - 恭士郎の彼女 役

### 映画
- 嘘々実実（2012年2月25日、若手映画作家育成プロジェクト） - 弓場 役[7]

### 舞台
- 恋する、プライオリティシート（2014年4月16日 - 20日、吉祥寺シアター）[13]

### Webドラマ
- 彼は、妹の恋人（2011年12月25日 - 2012年3月4日、BeeTV） - 中川桃子 役[7]

### CM
- NECパーソナルコンピュータ LaVie L（2012年）
- ラウンドワン（2013年）
- カゴメ 植物系乳酸菌ラブレ Light（2013年）[7]
- 理研ビタミン セレクティ じんわり生姜（2013年）[7]
- 日野自動車 日野セレガ（2014年）
- 興和 Dr.Nail DEEP SERUM（2014年）
- ウッドワン su:iji（2014年）
- 山崎製パン デイリーヤマザキ「デイリーに行こう」篇（2016年）
- ネスカフェ バリスタ 「アンバサダーになろう。」篇（2016年3月-）

- SUBARU インプレッサ「乗る人すべてに」編（2018年）

### MV
- 平井堅 「いとしき日々よ」（2011年5月4日）[7]
- SHANTI 「接吻-kiss-」（2011年7月20日）[7]